# Browallia speciosa
Browallia speciosa es una especie de planta fanerógama perteneciente a la familia de las solanáceas. Es originaria de zonas tropicales de América Latina, desde Costa Rica a Perú. 

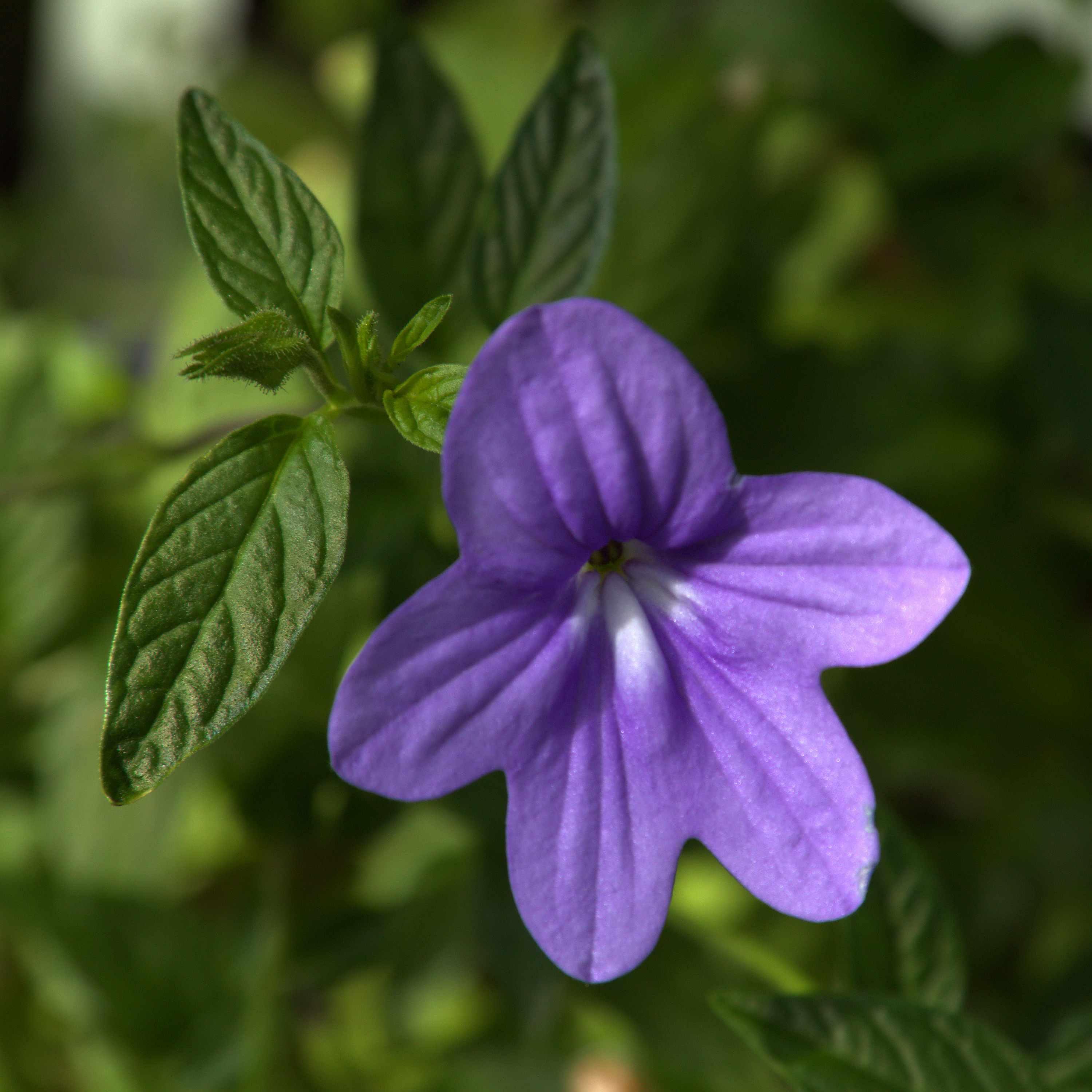
Flor

## Descripción
Son hierbas erectas que alcanzan un tamaño de 70 cm de altura; tallos puberulentos con pelos cortos y simples, en su mayoría dirigidos hacia adelante. Hojas ovadas o elípticas, de 6 cm de largo, acuminadas apicalmente. Pedicelos glabros de 7 mm de largo, pero alargándose (3.4 cm) en la fruta. Flores vistosas, el cáliz de 5-10 mm de largo con unos pocos pelos en los ángulos. Corola; azul, malva o blanco. El fruto es una cápsula de 2 cm de ancho.

## Distribución y hábitat
Es una especie común que se encuentra en los bosques alterados o como maleza en pastizales y orillas de caminos, desde Costa Rica a Perú.

## Taxonomía
Browallia americana fue descrita por William Jackson Hooker y publicado en Botanical Magazine 73: t. 4339. 1847.
Etimología
Browallia: nombre genérico otorgado en honor de Johannes Browallius (1707 - 1755), también conocido como Johan Browall, un botánico sueco, médico y obispo.
speciosa: epíteto latíno que significa "llamativa".